# Ogilvie
Ogilvie és una població dels Estats Units a l'estat de Minnesota. Segons el cens del 2000 tenia 474 habitants.

## Demografia
Segons el cens del 2000, Ogilvie tenia 474 habitants, 182 habitatges, i 111 famílies. La densitat de població era de 196,8 habitants per km².
Dels 182 habitatges en un 39% hi vivien nens de menys de 18 anys, en un 37,9% hi vivien parelles casades, en un 15,9% dones solteres, i en un 38,5% no eren unitats familiars. En el 30,2% dels habitatges hi vivien persones soles el 13,2% de les quals corresponia a persones de 65 anys o més que vivien soles. El nombre mitjà de persones vivint en cada habitatge era de 2,6 i el nombre mitjà de persones que vivien en cada família era de 3,13.
Per edats la població es repartia de la següent manera: un 32,3% tenia menys de 18 anys, un 8% entre 18 i 24, un 27,8% entre 25 i 44, un 19,4% de 45 a 60 i un 12,4% 65 anys o més.
L'edat mediana era de 32 anys. Per cada 100 dones de 18 o més anys hi havia 86,6 homes.
La renda mediana per habitatge era de 27.292 $ i la renda mediana per família de 33.125 $. Els homes tenien una renda mediana de 22.083 $ mentre que les dones 21.250 $. La renda per capita de la població era de 15.198 $. Entorn del 8,8% de les famílies i el 14,6% de la població estaven per davall del llindar de pobresa.

## Poblacions més properes
El següent diagrama mostra les poblacions més properes.